# Jastrzębi Potok
Jastrzębi Potok – potok, lewy dopływ potoku Sopotnickiego.
Zlewnia potoku znajduje się w porośniętych lasem obszarach Pasma Radziejowej w Beskidzie Sądeckim. Wypływa w jarze na południowo-zachodnich stokach Czeremchy, na wysokości około 1080 m. Spływa początkowo w kierunku południowo-zachodnim, a potem południowym i uchodzi do Sopotnickiego Potoku na wysokości około 590 m. Orograficznie prawe zbocza doliny Jastrzębiego Potoku tworzy grzbiet Czeremchy Zachodniej, lewe grzbiet Koszarek.
Cała zlewnia Jastrzębiego Potoku znajduje się w obrębie miejscowości Szczawnica w województwie małopolskim, w powiecie nowotarskim.